# Джокер (карточная игра)
Джо́кер (расписной покер) — карточная игра для четырёх игроков, цель которой — набрать на протяжении большого числа сдач (обычно 24) максимальное количество очков, используя имеющиеся в руках карты. В каждой из сдач игрокам требуется выиграть определённое число взяток, играя «в закрытую» невидимыми остальным игрокам картами.

## Правила игры

### Колода
Старшинство карт в масти — 6, 7, 8, 9, 10, валет, дама, король, туз.

#### Джокеры
Джокеры во время розыгрыша могут по желанию обладающего ими игрока:
- (в любой момент сдачи) принимать либо своё оригинальное значение (6♠ и 6♣), при этом, если пика или трефа является козырной мастью в этой игре, то карта, утратившая статус джокера является козырной. То есть, если до этого имел место снос карт любой масти в отсутствие козыря, назначать джокера шестёркой козырной масти — запрещается;
- (в любой момент сдачи) становится старшей картой взятки;
- (в любой момент сдачи) становится младшей картой взятки;
- (при своём ходе) задавать масть карт, в которую должны играть партнёры и их значения (например, можно положить джокера на стол и сказать «по старшим червам», при этом все партнёры должны положить во взятку самые старшие из имеющихся у них на руках карт червовой масти, при неимении черв можно сносить любую карту). Допускаются смешанные заявки вида «по младшим трефам, джокер не берущий».

Если в одну взятку были сыграны последовательно два джокера, обладатель последнего сыгранного из них обладает преимуществом в объявлении старшей или младшей карты. То есть, в показанной ниже ситуации, взятку забирает игрок S.
| Игрок | Карта | Заявка |
| ----- | ----- | ------ |
| N     | 6♠    | джокер |
| E     | K♥    |        |
| S     | 6♣    | джокер |
| W     | A♥    |        |

Если в одну взятку были сыгранны не последовательно два джокера, обладатель последнего сыгранного из них, не принимая внимания на очерёдность обладает преимуществом в объявлении старшей или младшей карты. То есть, в показанной выше ситуации, взятку забирает N.

### Игроки
Как правило, в игре принимает участие четыре игрока, хотя при взаимном согласии это число может быть уменьшено до трёх-двух. Однако, игры с меньшим числом игроков, как правило менее интересно

### Структура игры
Игра состоит из четырёх пулек (этапов). Первый этап в свою очередь состоит из 8 сдач, при этом количество раздаваемых каждому игроку карт увеличивается на одну от сдачи к сдаче (1-я сдача — 1 карта, 5-я сдача — 5 карт и так далее). Второй этап проходит в 4 сдачи по 9 карт в каждой. Третий этап, подобно первому, состоит из 8 сдач, но количество карт уменьшается на единицу от сдачи к сдаче (1-я сдача — 8 карт, 2-я сдача — 7 карт и так далее). Наконец, четвёртый этап полностью повторяет второй: 4 сдачи по 9 карт. Таким образом, вся игра состоит из 24 сдач и продолжается от одного до двух часов.

### Раздача
Перед началом игры происходит тузование (также известное как «атузва») — верхняя карта кладётся в центр стола, затем игрокам раздаются в открытую остальные карты — до тех пор, пока кому-нибудь не достанется туз любой масти. Игрок, получивший туза, первым начинает раздавать карты. Раздача карт производится каждым игроком по очереди, при этом роль сдающего переходит строго по часовой стрелке.
В начале сдачи сдающий даёт снять колоду карт игроку, сидящему справа от него и начинает раздачу. Карты раздаются по одной по часовой стрелке до количества, соответствующего этапу и номеру сдачи, начиная с игрока, сидящего слева от сдающего. После того как все игроки получат необходимое количество карт, следующая в колоде карта выкладывается сдающим на стол вверх лицевой стороной, её масть объявляется козырем (если эта карта — один из джокеров, то сдача проходит без козырей). Во второй и четвёртой пульке (по девять карт — каждому) козырь определяет 1-й игрок сидящий слева от сдающего, но после того как он увидел первые три сданные ему карты, однако он может решить, что сдача будет без козырей. Если он увидел четвёртую карту, то сдача также идёт без козырей.
После раздачи карт и объявления козыря, игроки по очереди (по часовой стрелке, начиная с игрока слева от сдающего) делают заявки, являющиеся обязательством набрать любое число взяток от нуля (пас) до числа розданных на руки карт (1-9). Заявки игроков фиксируются в специальной таблице. Исключением является сдающий, который не может делать заявку, при которой возникнет равенство между суммой всех взяток и суммой заявок всех игроков. Например, если сдача по 4 карты каждому, и первые три игрока заказали по одной взятке, то четвёртый (сдающий) не сможет заказать одну взятку, так как число розданных карт и сумма заявленных взяток не могут быть равны. Поэтому ему остаётся либо пасовать («пихаловка»), либо заказывать 2 или более взятки («отнималовка»).

### Розыгрыш
После заказа сдающего начинается розыгрыш взяток, в течение которого игроки стараются набрать заказанное их количество. Первый ход в сдаче принадлежит сделавшему первую заявку, оставшиеся ходы делают игроки, взявшие предыдущую взятку. Он выкладывает на стол любую из своих карт, включая козырей и джокеров. Оставшиеся игроки по очереди (по часовой стрелке) должны положить любую карту той же масти, а при её отсутствии — козыря (если козырная масть была назначена во время раздачи). Если таковые карты у игрока отсутствуют, он имеет право снести любую карту. Джокером можно играть в любой момент, вне зависимости от наличия или отсутствия у игрока масти, козырем в целях выяснения правомерности хода джокер не является (за исключением ситуаций, когда игрок играет джокером «по номиналу», то есть объявляет его 6♠ или 6♣). Взятку забирает игрок, положивший на стол старшую карту масти, в которую был сделан ход, старшего козыря при их наличии во взятке либо джокера (если тот был назначен «берущим»). Взятые карты переворачиваются рубашкой вверх, и больше на них смотреть во время игры нельзя. Следующий ход делает игрок, забравший взятку.

#### «Строгий» джокер
Этот вариант отличается наличием дополнительного правила: с джокеров разрешён заход только тогда, когда у игрока на руках остались только джокеры. Класть джокера при «чужом» заходе можно по обычным правилам.

### Подсчёт очков
По окончании каждой из 4-х пулек игроки подсчитывают очки за набранные взятки. Также игроки получают дополнительные премии за верный набор взяток в соответствии с заявками на них, на протяжении одной целой пульки. У игрока, вышедшего на премию, удваивается максимальное количество очков заработанных в одной из раздач данной пульки, а у 3-х других игроков списываются по  максимально набранному количеству очков за взятку в этой пульке. Если на премию выходят 2 и более игрока, то бонус начисляется вышедшим на премию, но у остальных игроков баллы не списываются.
```
пас  -   =   50
     1   =   100 
     2   =   150, в раздаче по две карты    = 200
     3   =   200, в раздаче по три карты    = 300
     4   =   250, в раздаче по четыре карты = 400
     5   =   300, в раздаче по пять карт    = 500
     6   =   350, в раздаче по шесть карт   = 600
     7   =   400, в раздаче по семь карт    = 700
     8   =   450, в раздаче по восемь карт  = 800
     9   =   900
```

Если игрок сделал заказ от 1 до 9, но при этом не забрал ни одной взятки, то он получает хишт (штангу), который может быть равен –200 очков, либо количество карт в раздаче * 100 (если раздача по 5 карт, то хишт будет равен –500, если по 7, то –700 и т.д.)
Также существует игра в «минусовой джокер», где правила почти те же, но другой подсчёт очков:
1 — 100,
2 — 200,
3 — 300,
и т.д.
При заказе от 1 и более любое количество «недобранных» взяток трактуется как «минус».
Например:
При заказе в 4 и недоборе в 2 записывается −200 очков.

## Стратегия и тактика игры
Стратегию успеха в игре можно выразить следующим шутливым принципом: «Наш девиз — четыре слова: тонешь сам, топи другого!». Игроки, которым по ходу розыгрыша стало понятно, что выполнить свою заявку они уже не смогут, могут и должны направлять все свои возможности на то, чтобы помешать набрать заказанное другим игрокам. Например, «пихнуть» лишнюю взятку игроку, который уже не нуждается в ней, или забрать необязательную взятку у того игрока, который жизненно нуждается в ней.
Тактически, игра во многом напоминает другие игры на взятки, такие как бридж или преферанс (подобно последнему, при отсутствии масти требуется игра козырем, что делает доступными такие технические приёмы, как сюркуп). В то же время, большу́ю случайность привносит присутствие двух джокеров, которые, несмотря на свои преимущества, поодиночке не гарантируют выигрыш взятки. Это, хоть и добавляет интереса в игре, но делает обычные правила розыгрыша неэффективными, особенно в случаях, когда в игре находятся не все карты (первый и третий этапы игры).